# کریما بنامور طیب
کریما بنامور طیب (انگلیسی: Karima Benameur Taieb؛ زادهٔ ۱۳ آوریل ۱۹۸۹) بازیکن فوتبال اهل فرانسه است.
از باشگاه‌هایی که در آن بازی کرده‌است می‌توان به باشگاه فوتبال زنان پاری سن ژرمن، مرکز آکادمی فوتبال کلیر فونتین، باشگاه فوتبال زنان مون‌پلیه، و باشگاه فوتبال منچستر سیتی اشاره کرد.
وی همچنین در تیم‌های ملی فوتبال France women's national under-17 football team, France women's national under-19 football team, France women's national under-20 football team، و زنان فرانسه بازی کرده‌است.